# Arsenio I
Arsenio I (Śrem, ... – Peć, 1267) è stato un arcivescovo ortodosso serbo di Peć dal 1234 fino alla sua morte. È venerato come santo dalla chiesa ortodossa serba.

## Biografia
Trascorse gran parte della sua esistenza come monaco del monastero di Studenica, sotto la direzione spirituale di Sava. A causa della profonda devozione ascetica di Arsenio, Sava, dopo essere stato nominato arcivescovo, scelse quest'ultimo come igumeno del monastero.
Quando la Serbia fu invasa dalla Bulgaria, Sava inviò Arsenio a trovare un luogo sicuro nel sud della Serbia tale da poter diventare sede del trono episcopale. Arsenio scelse Peć, e ivi costruì un monastero e una chiesa dedicata ai Santi Apostoli.
Prima di partire per il suo viaggio episcopale per Gerusalemme, avvenuto nel 1223, Saba designò Arsenio come proprio successore e cedette lui la cattedra vescovile nel 1234. Nel 1235, Saba morì a Veliko Tărnovo, l'allora capitale bulgara, dopo un rito religioso e Arsenio ebbe il compito di recuperare il suo corpo e seppellirlo in Serbia.
Arsenio morì nel 1267 e fu sepolto inizialmente nel monastero di Peć, da dove le sue reliquie furono traslate a Zhrebaonik, in Montenegro.

## Culto
Viene commemorato dalla Chiesa ortodossa serba il 28 ottobre.